# Shalyn Casar
Shalyn Casar (* 7. Februar 1988 in Lüdinghausen) ist eine deutsche Schauspielerin.
Ihr Abitur machte sie 2007 auf dem Max-Born-Berufskolleg Recklinghausen mit einer zusätzlichen Ausbildung zur Gestaltungstechnischen Assistentin. Sie dreht unter anderem als Kellnerin Lina für die ARD-Serie Verbotene Liebe. Weitere Rollen besetzte sie u. a. in dem ProSieben-Eventmovie Schlagwetter und in der Sat-1-Primetime-Serie R. I. S. – Die Sprache der Toten.

## Filmografie (Auswahl)
- 2009: Alarm für Cobra 11
- 2008: Am seidenen Faden (RTL, Pilot)
- 2008: Musikvideo, Martin Stosch
- 2007/08: 112 – Sie retten dein Leben (Serie)
- 2007: RIS – Die Sprache der Toten (Serie)
- 2007: Abgrund – Eine Stadt stürzt ein (Eventmovie)
- 2007/08: Verbotene Liebe (Soap)
- 2006: Die kindliche Mutter
- 2006: Fluss abwärts in den Tod
- 2005: Hape trifft